# Huawei P30 Pro
Huawei P30 Pro — флагманський смартфон компанії Huawei, представлений 26 березня 2019 року на офіційному заході в Парижі разом з іншим смартфоном з цієї лінійки Huawei P30.
Початок продажів в Україні — 5 квітня 2019 року.
Попередня модель — Huawei P20 Pro.

## Зовнішній вигляд
Корпус смартфону виготовлений зі скла з металевою рамкою по периметру. Huawei P30 Pro має закруглені грані, краплеподібний виріз фронтальної камери і не має вирізу під розмовний динамік спереду (динаміком служить сам екран).
Габарити: ширина 73.4 мм, висота 158 мм, глибина 8.4 мм, вага 192 грами.
Випускається у 5 кольорах — Amber Sunrise, Breathing Crystal, Pearl White, Aurora і Black. Але в Україні доступний лише у 3 — чорний (Black), перловий (Breathing Crystal) та полярне сяйво (Aurora).
Особливість телефону — градієнтна задня частина. В кольорі Breathing Crystal задня поверхня біло-блакитна, у кольорі Aurora — синя з переходом у смарагдовий.

## Апаратне забезпечення
Смартфон має 8-ядерний процесор Hisilicon Kirin 980. 2 ядра Cortex-A76 з частотою 2.6 ГГц, 2 ядра Cortex A76 з частотою 1.92 ГГц та 4 ядра Cortex-A55 з частотою 1.8 ГГц. Графічне ядро — Mali-G76 MP10. Пристрій має дисплей типу OLED з діагоналлю 6.47" і роздільною здатністю 1080x2340. Співвідношення сторін 19.5:9. Корпус захищений за стандартом IP68.
Пропонуються конфігурації телефонів із 128 ГБ внутрішньої пам'яті та 6 ГБ оперативної і апарати з 256 ГБ внутрішньої й та 8 ГБ оперативної пам'яті.
Телефон має нез'ємний акумулятор на 4200 мА/г, підтримується функція швидкої зарядки, бездротова зарядка та швидка бездротова зарядка. Також смартфон обладнаний функцією бездротової зарядки інших девайсів.
Huawei P30 Pro має 4 камери Leica: 40 МП (f/1.6, ширококутна) + 20 МП (f/2.2, 16 мм ультраширококутна) + 8 МП (f/3.4, 125 мм телефотографічна, має 5 кратний оптичний та 10 кратний цифровий зум) та 3D TOF камера. Фронтальна камера 32 Мп, записує відео в Full HD із стереозвуком.
Смартфон має захист від бризок, води й пилу по класу IP68.

## Програмне забезпечення
Huawei P30 Pro працює на операційній системі Android 9 (Pie) з графічною оболонкою EMUI 9.1.
Підтримує стандарти зв'язку: GSM 850/900/1800/1900 МГц, UMTS 850/900/1900/2100 МГц, LTE 1-9, 12, 17-20, 26, 28, 32, 34, 38, 39, 40.
Бездротові інтерфейси: WiFi 802.11 a/b/g/n/ac, Bluetooth 5.0, BLE, SBC, AAC, aptX, aptX HD, LDAC і HWA Audio, NFC. Смартфон підтримує навігаційні системи: GPS, A-GPS, ГЛОНАСС, BeiDou, Galileo.
FM-радіо відсутнє.
Ціна в Україні від 22 949 грн.

## Huawei P30 Pro New Edition
Huawei P30 Pro New Edition — перевипущений у 2020 році Huawei P30 Pro. Основними відмінностями у порівнянні з версією 2019 року є новий сріблястий колір (Silver Frost) як у Huawei P40, зразу встановлена EMUI 10.1 на базі Android 10 та швийдший тип пам'яті UFS 3.0 замість UFS 2.1. Також в новій версії лишилися сервіси Google Play.